# Gnuer
Gnuer (Connochaetes) (även gnuantiloper) är flocklevande hovdjur av antiloptyp, oftast klassificerade inom underfamiljen gräsätande antiloper eller i underfamiljen Alcelaphinae. De lever i södra och östra Afrika, i stora hjordar som ibland kan innehålla upp till 100 000 djur.

## Utseende
Både kon och tjuren har horn. Dessa är böjda mot varandra. Kon har dock mindre horn än tjuren. Kroppens längd (huvud och bål) är 1,5 till 2,4 meter, mankhöjden är 1,0 till 1,45 meter och svansen blir 35 till 56 centimeter lång (utan tofs). Vikten varierar mellan 118 och 275 kilogram Kroppen är på de flesta ställen täckt av kort päls. Den är svartbrun hos vitsvansad gnu och ljusare brun till gråbrun hos strimmig gnu. Strimmig gnu har dessutom mer eller mindre synliga svartblåa strimmor på kroppens sidor. På nosen, strupen och bröstet förekommer långa hårtofsar och dessutom finns en man ungefär till ryggens mitt. Färgen av dessa tofsar varierar mellan olika underarter av strimmig gnu. Hos vitsvansad gnu är tofsarna svartaktiga. Även i ansiktet av strimmig gnu kan det finnas olika mönster.

## Levnadssätt

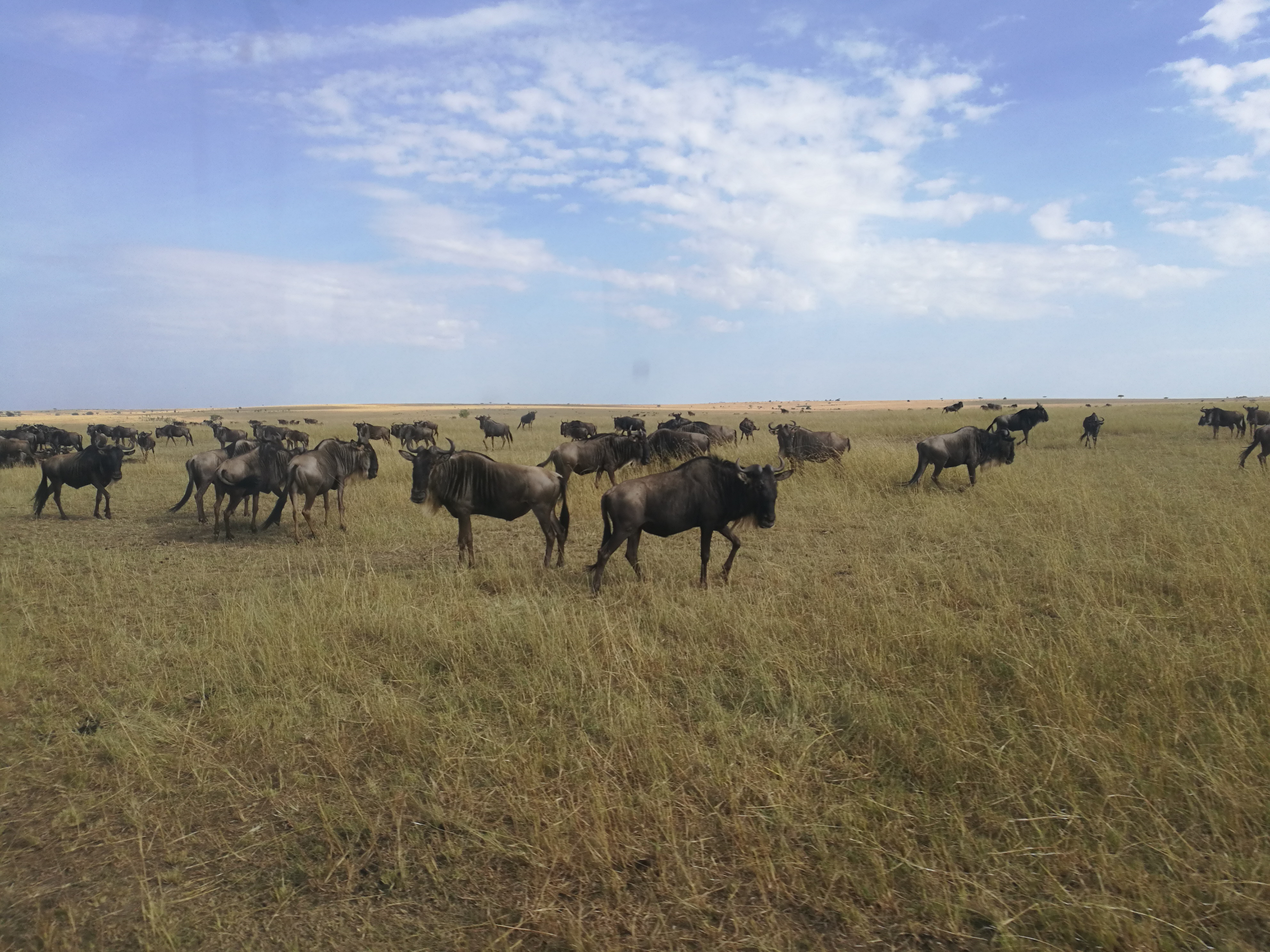
Gnuer på en savann i Kenya.

De är gräsätare och vandrar varje år genom utbredningsområdet för att finna ny mat och kalvplats. I mindre mått ingår suckulenter och buskar som är typiska för stäppen Karoo i födan. Ungefär tre procent av hela populationen lever året runt i Serengeti nationalpark.
Gnuerna är kända för sina årliga förflyttningar till nya betesmarker. Många av dem dör då när de ska korsa floder som de måste ta sig över, antingen blir de uppätna av krokodiler eller drunknar.
Dräktigheten varar i åtta till nio månader och kon föder bara en kalv per kull. Kalven kan stå efter bara några minuter (cirka 15 minuter) och springa kort därefter. Det tar inte mer än en timme för kalven att kunna springa och hoppa runt utan att trilla. Detta är livsnödvändigt för att inte bli föda åt lejon och andra rovdjur. Efter ytterligare nio månader slutar honan att ge di och efter ungefär två till tre år är ungarna könsmogna. Honor har vanligen varje år en kull. Medellivslängden är cirka tjugo år men de flesta individer blir tidigare offer för rovdjur.
I inhägnade områden där strimmig gnu och vitsvansad gnu hölls tillsammans förekommer ofta hybrider som har parningsförmåga.

## Arter
Släktet utgörs av två arter:
- strimmig gnu (Connochaetes taurinus), östra och södra Afrika.
- vitsvansad gnu (Connochaetes gnou), södra Afrika.

Utbredningsområde av strimmig gnu med olika färg för underarterna.
Utbredningsområde av vitsvansad gnu.

## Hot och status
Tidigare minskade beståndet hos båda arter på grund av jakt, landskapsförändringar och sjukdomar som överfördes bland annat av boskapsdjur. För strimmig gnu var även långa staket ett problem som hindrade hjordarna under sina vandringar. Efter inrättningen av flera nationalparker och andra skyddsområden har strimmig gnu ett stabilt bestånd och för vitsvansad gnu ökar populationen sedan 1980-talet. IUCN listar båda arter som livskraftiga (Least Concern).